# Camp Fire
Le Camp Fire est un feu de forêt actif du 8 au 26 novembre 2018 dans le comté de Butte, en Californie. En détruisant notamment la ville de Paradise, il est le plus meurtrier de l'histoire de cet État américain, avec 85 morts, selon le bilan officiel du 3 décembre 2018. Au 26 novembre 2018, date à laquelle les pompiers américains ont annoncé que le feu était « maîtrisé à 100% », on comptabilisait encore 296 disparus.

## Déroulement
Le feu aurait débuté le 8 novembre 2018 au lever du jour. Les pompiers sont alertés à 6 h 33 heure locale (UTC−08:00), pour un feu de végétation. Un feu qui a commencé sous des lignes électriques haute tension de l'entreprise Pacific Gas and Electric Company (PG&E). L'enquête devra déterminer si l'origine du feu a un lien avec ces lignes électriques. Les premiers pompiers arrivent 10 minutes plus tard, à 6 h 43. Les vents soufflant à plus de 56 kilomètres par heure aident à la propagation du feu.

## Bilan
Le feu fut plus destructeur que le Tubbs Fire (en) d'octobre 2017. Il s'inscrit dans la lignée des incendies majeurs qui ont ravagé la Californie à la suite de la sécheresse que connaît cet État depuis plusieurs années. Cet incendie a ravagé 620 km2 de forêt, détruit 13 500 maisons. Le bilan humain au 3 décembre 2018 s'élevait à 85 morts, 3 blessés et 11 disparus et plusieurs dizaines de milliers d'habitants ont été déplacés. La population de la ville de Paradise dans la Sierra Nevada au moment de l'incendie était estimée à elle seule à environ 26 000 habitants.
L'incendie a couvert une superficie de 620,5 km2 et a détruit plus de 18 000 structures, la plupart des destructions se produisant dans les quatre premières heures. Les villes de Paradise et Concow ont été presque complètement détruites, chacune perdant environ 95 % de leurs structures. Les villes de Magalia et Butte Creek Canyon ont également été en grande partie détruites. En janvier 2019, le total des dommages était estimé à 16,5 milliards de dollars ; un quart des dommages, 4 milliards de dollars, n'était pas assuré. Le feu de forêt a également coûté plus de 150 millions de dollars en coûts de suppression des incendies, portant le coût total de l'incendie à 16,65 milliards de dollars.
Le même mois, Pacific Gas and Electric Company (PG&E), la société de services publics responsable de la ligne électrique défectueuse, dépose son bilan, invoquant un passif prévu pour les incendies de forêt de 30 milliards de dollars. Basé à San Francisco, PG&E est, selon le Figaro, « depuis des années accusé de faire passer les profits et ses actionnaires avant la sécurité du public, avec des installations désuètes et des manquements répétés à l'entretien et au débroussaillage de ses lignes à haute tension ». Le 6 décembre 2019, le service public a fait une offre de règlement de 13,5 milliards de dollars pour les victimes des incendies de forêt ; l'offre couvrait plusieurs incendies dévastateurs causés par le service public, y compris le Camp Fire. Le 16 juin 2020, le service public a plaidé coupable de 84 chefs d'accusation d'homicide involontaire.